# Улица Воронина (Калуга)
Улица Воронина — короткая, около 500 м, улица в исторической части Калуги, проходит, как продолжение улицы Поле Свободы, от улицы Труда до улицы Суворова. Одна из границ Сквера имени Воронина.

## История
Запланирована на Плане губернского города Калуги 1778 года по линии Боровской дороги. Шла к площади Новый торг, как проезжий путь к торговой площади именовалась Тележной. По другой версии название дано по тележной мастерской купца Фалеева, располагавшейся в д. 20.
С установлением советской власти получила имя деятеля рабочего и левого движения США, одного из организаторов (в 1900—1901 годах) Социалистической партии Америки Юджина Виктора Дебса (1855—1926) — Проспект Дебса. С 1927 по 1961 год носила имя Ленина, затем — Театральная.
Современное название, с 1985 года, в честь уроженца Калуги, советского военного деятеля, генерал-майора инженерно-авиационной службы (1944), генерального директора авиационного производственного объединения «Знамя Труда» (Московский завод № 30), дважды Героя Социалистического Труда П. А. Воронина (1903—1984).

## Достопримечательности
д. 1 — Жилой дом
д. 7 — Здание учительского института
д. 16 — Жилой дом
д. 18 — Жилой дом
д. 22 — Жилой дом
д. 26 — Жилой дом
д. 32 — Жилой дом
д. 34 — Жилой дом
д. 38 — Жилой дом

## Известные жители

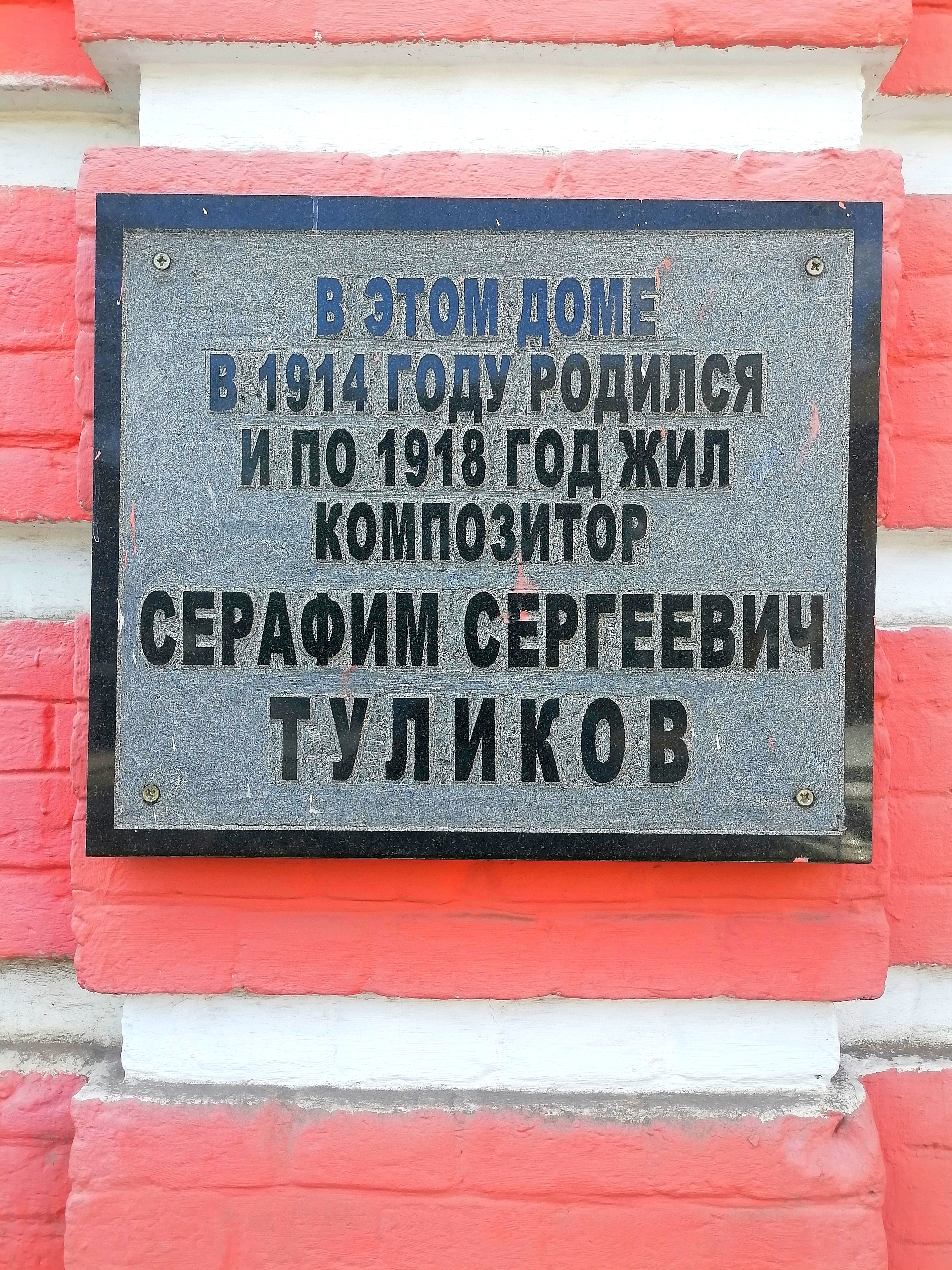

д. 22/50 — родился и провёл детские годы Серафим Туликов (мемориальная доска)